# Rockenberg
Rockenberg − miejscowość i gmina w Niemczech, w kraju związkowym Hesja, w rejencji Darmstadt, w powiecie Wettterau. Leży nad rzeką Wetter. Gmina 30 czerwca 2013 liczyła 4242 mieszkańców.
W wyniku reformy administracyjnej w roku 1971 do gminy przyłączono miejscowość Oppershofen, która stała się jej dzielnicą.